# Polidor (imię)
Polidor – imię męskie pochodzenia greckiego, złożone z członów πολυς (polýs) ("wiele") i δωρον (dōron) ("dar"), co oznacza "bogato obdarzony". Postać o imieniu Polidor występuje w mitologii greckiej i literaturze greckiej (imię to nosi ukochany syn Priama). Patronem tego imienia w Kościele katolickim jest św. Polidor Plasden, wspominany razem ze św. Eustacjuszem White'em.
Polidor imieniny obchodzi 10 grudnia.
Znane osoby noszące imię Polidor:
- Polidoro Van Vlierberghe, belgijski duchowny katolicki

Zobacz też:
- (4708) Polydoros, planetoida